# Russborough House

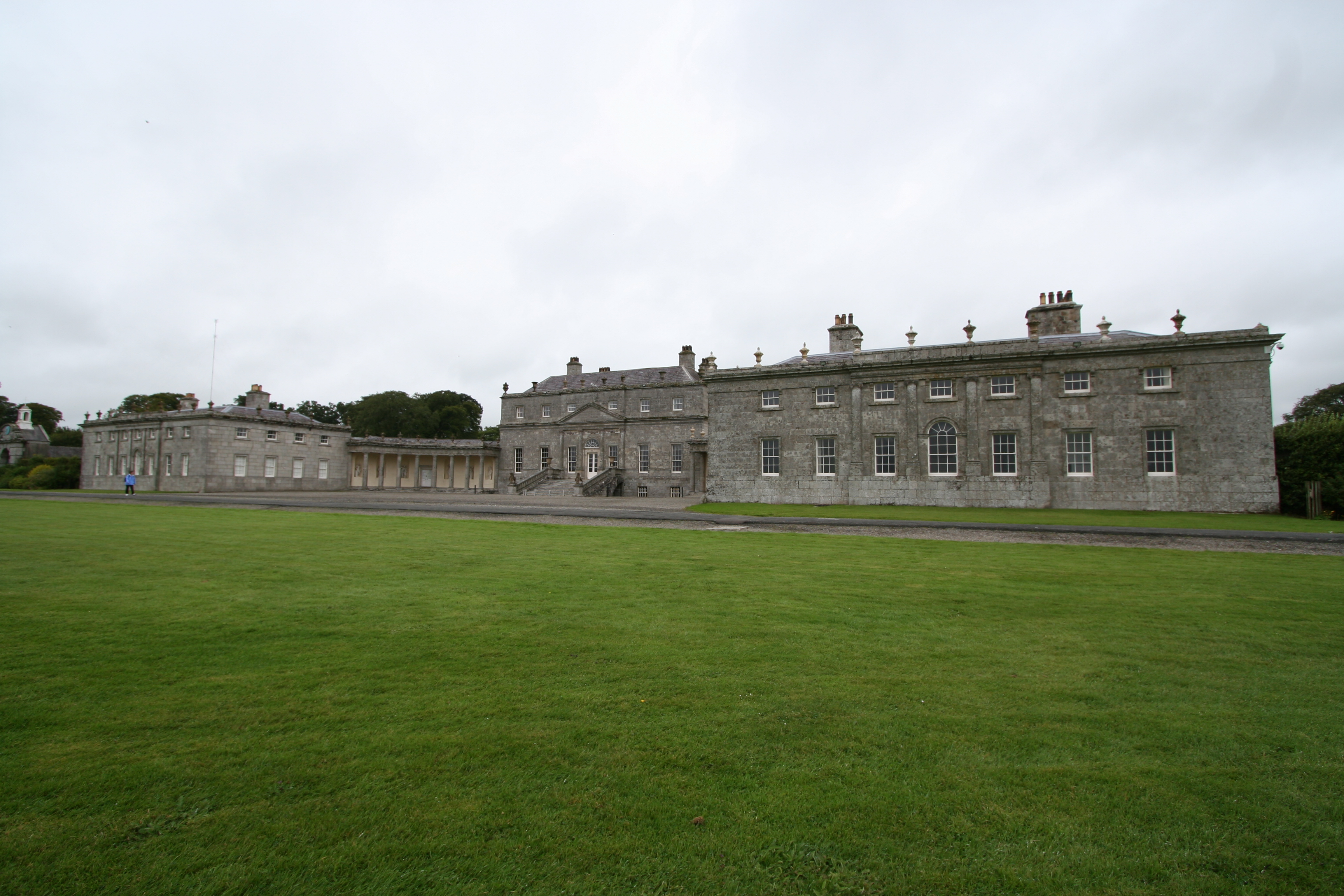
Vista frontal de la mansión.

Russborough House es una mansión paladiana situada en Blessington, en el condado irlandés de Wicklow.
El edificio fundado alrededor del año 1774 para Joseph Leeson, conde de Milltown, siendo obra del arquitecto Richard Castle. 
En el interior destacan las decoraciones en estuco realizadas por los hermanos de origen italiano Lafranchini, sobre todo las de la sala de música, salón y biblioteca. En el salón se pueden contemplar varias pinturas de Claude Joseph Vernet.
En 1952 el edificio fue comprado por Alfred Lane Beit, sobrino de Alfred Beit, cofundador de la empresa minera de diamantes De Beers. 

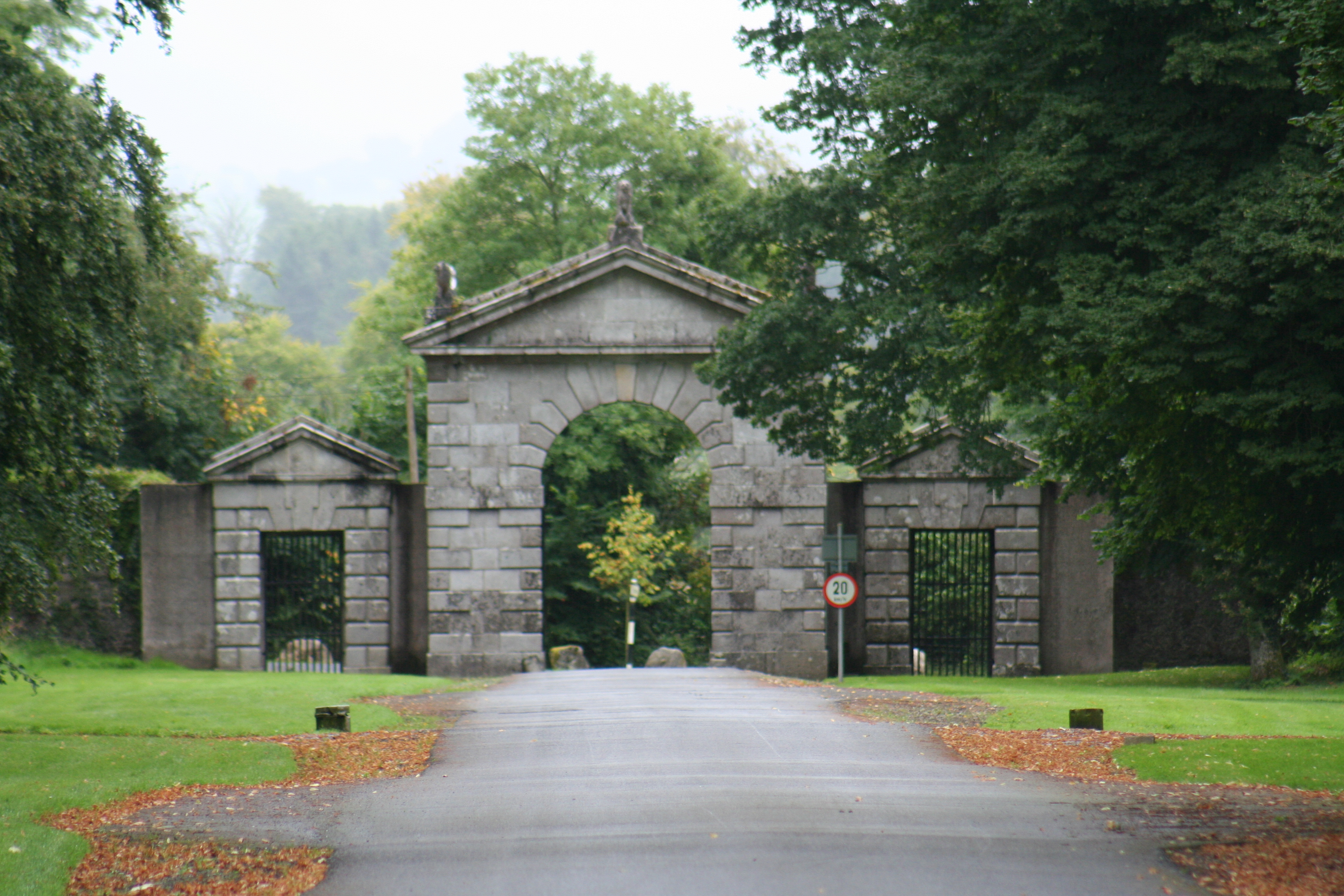
Entrada a los terrenos de la mansión.

## La Colección de Arte Beit
La casa es sede de la fundación de arte de la familia Beit, quienes habían poseído famosas obras de Velázquez, Rubens, Vermeer y Goya. Un conjunto de 17 cuadros, los mejores de la colección, se encuentra en la Galería Nacional de Irlanda en Dublín desde su donación en 1987, si bien la mansión muestra más pinturas junto con su mobiliario y accesorios originales.
- Datos: Q281359
- Multimedia: Russborough House / Q281359